# Papouasie-Nouvelle-Guinée aux Jeux olympiques d'été de 1988
L'équipe de Papouasie-Nouvelle-Guinée olympique participe aux Jeux olympiques d'été de 1988 à Séoul. Elle n'y remporte aucune médaille. L'haltérophile Pinye Malaibi est le porte-drapeau de la délégation papouasienne comptant 11 sportifs (9 hommes et 2 femmes).

## Engagés papouasiens par sport

### Athlétisme
| Hommes | Femmes |
| --- | --- |
| 100 m : - John Hou : 1er tour, 10 s 96. 200 m : - Takale Tuna : 1er tour, 21 s 95. 400 m : - Takale Tuna : Quarts de finale, 47 s 48. 800 m : - John Siguria : 1er tour, 1 min 56 s 12. 1 500 m : - John Siguria : 1er tour, 4 min 07 s 04. 10 000 m : - Aaron Dupnai : 1er tour, 32 min 50 s 63. Marathon : - Aaron Dupnai : 75e, 2 h 41 min 47 s. | 1 500 m : - Poloni Avek : 1er tour, 4 min 46 s 49. 3 000 m : - Poloni Avek : 1er tour, non terminé. Heptathlon : - Iammogapi Launa : 25e, 4 566 pts. |

### Boxe
| Hommes                                                                                          | Femmes |
| ----------------------------------------------------------------------------------------------- | ------ |
| Poids mi-mouches : - Washington Banian : 2d tour. Poids super-légers : - Jonas Bade : 1er tour. |        |

### Haltérophilie
| Hommes                                                                    | Femmes |
| ------------------------------------------------------------------------- | ------ |
| Poids légers : - Pinye Malaibi : 19e. Poids moyens : - Roger Token : 20e. |        |

### Voile
| Mixte                                  |
| -------------------------------------- |
| Planche à voile : - Graham Numa : 44e. |

## Sources
- (en) https://www.sports-reference.com/